# Enoshima

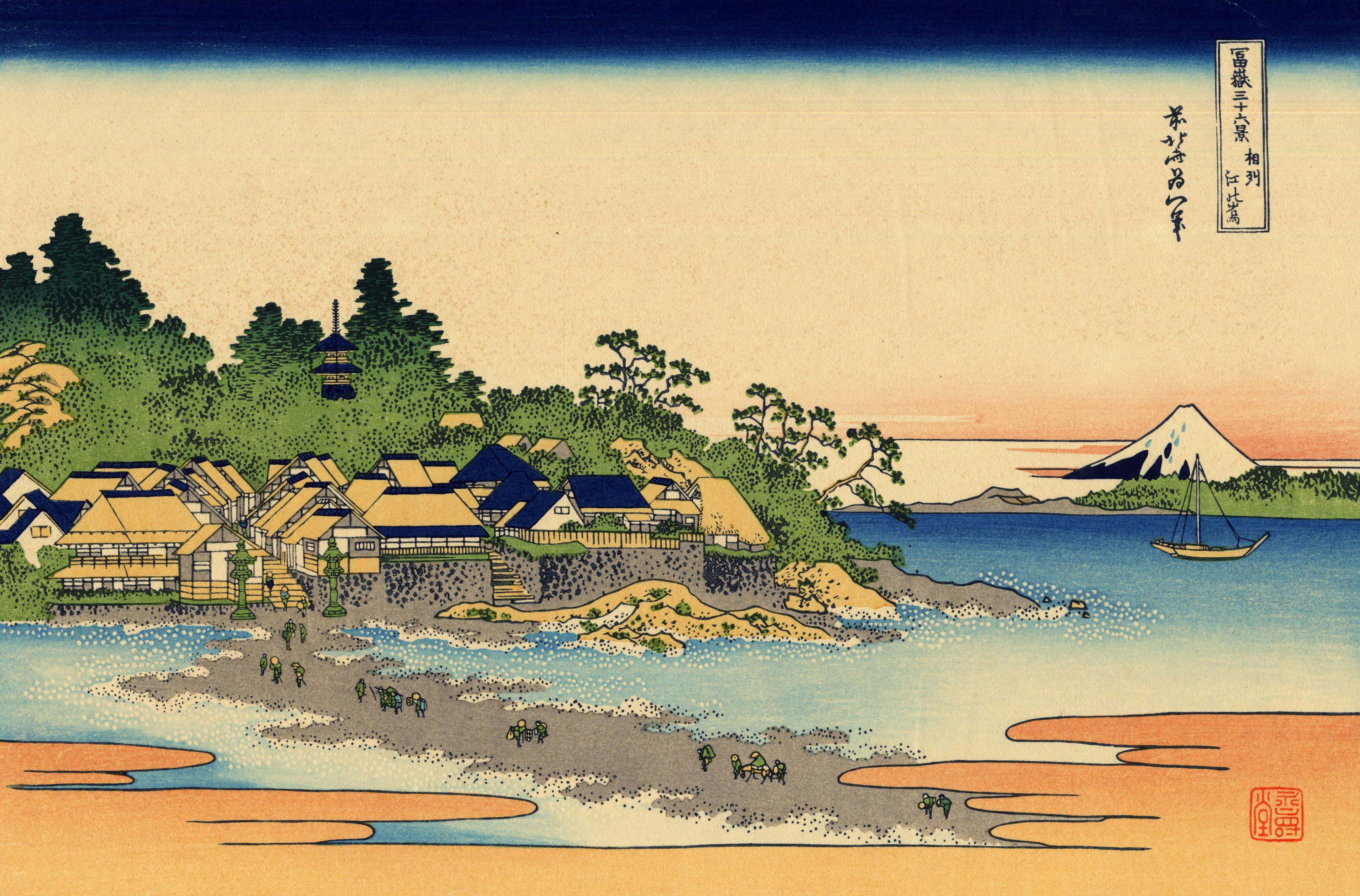
"Enoshima en la provincia de Sagami", por Hokusai.

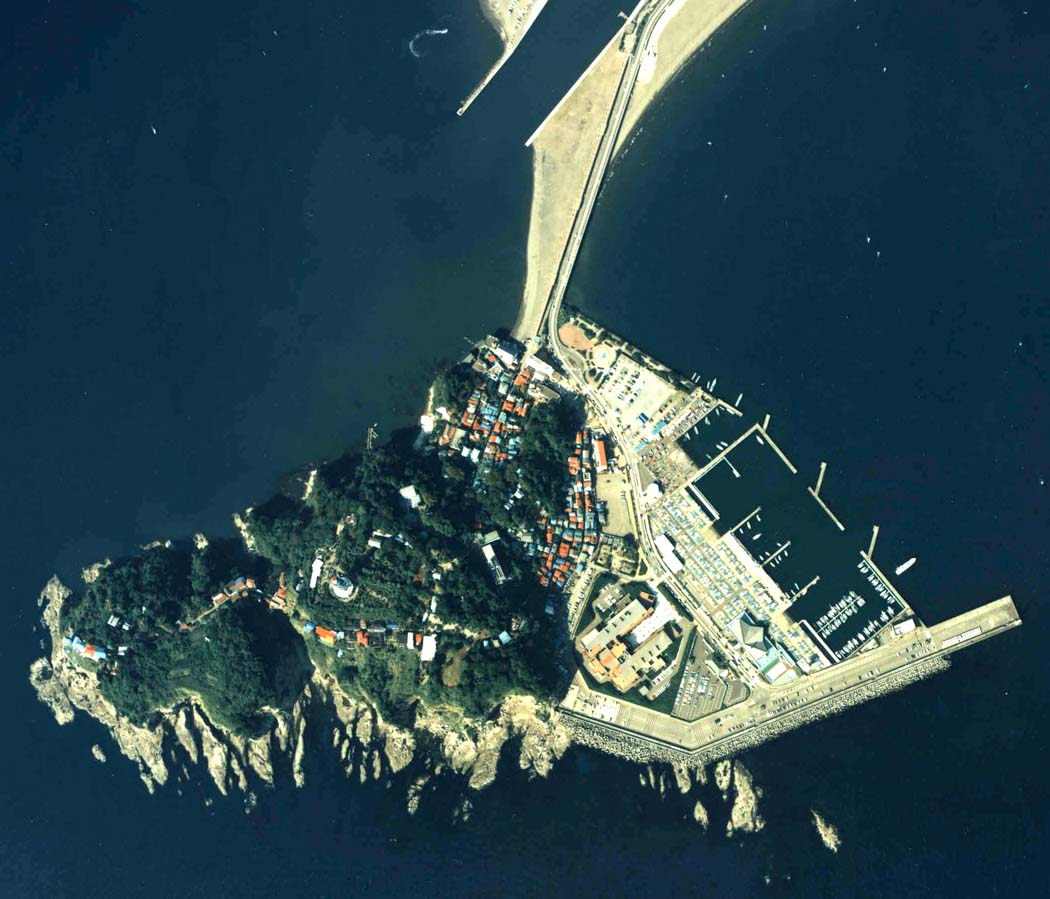

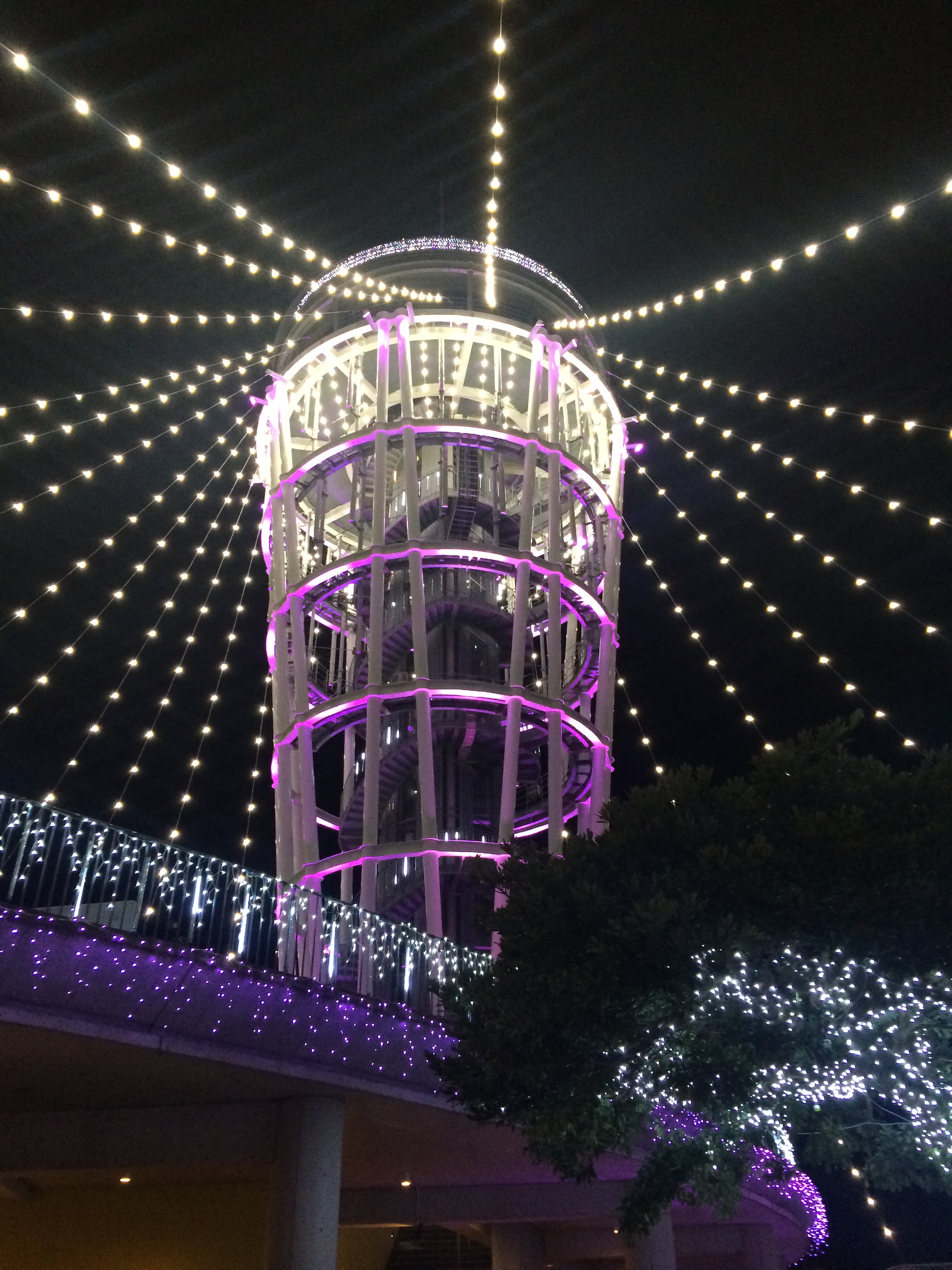
Vela de mar de Enoshima.

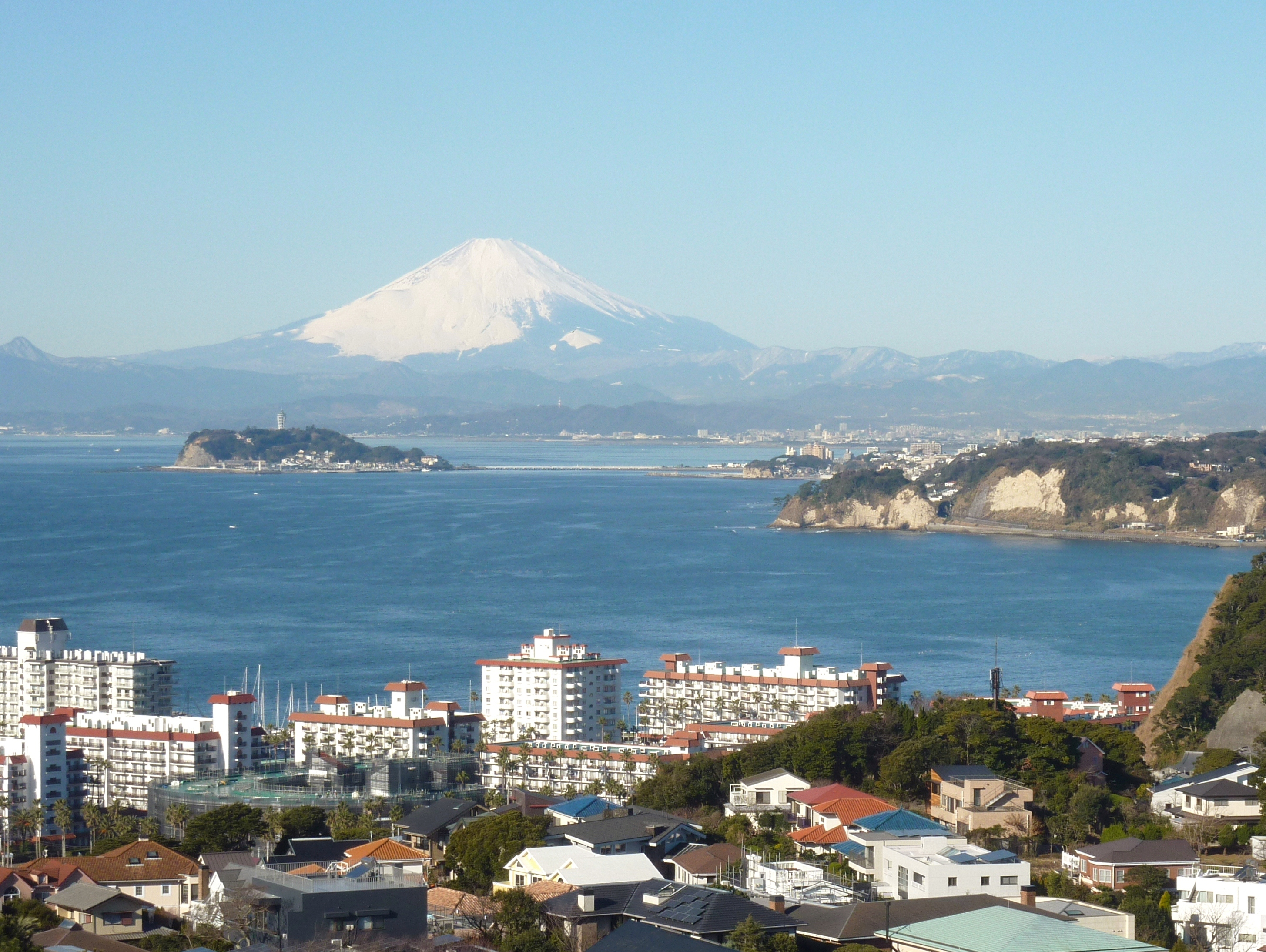

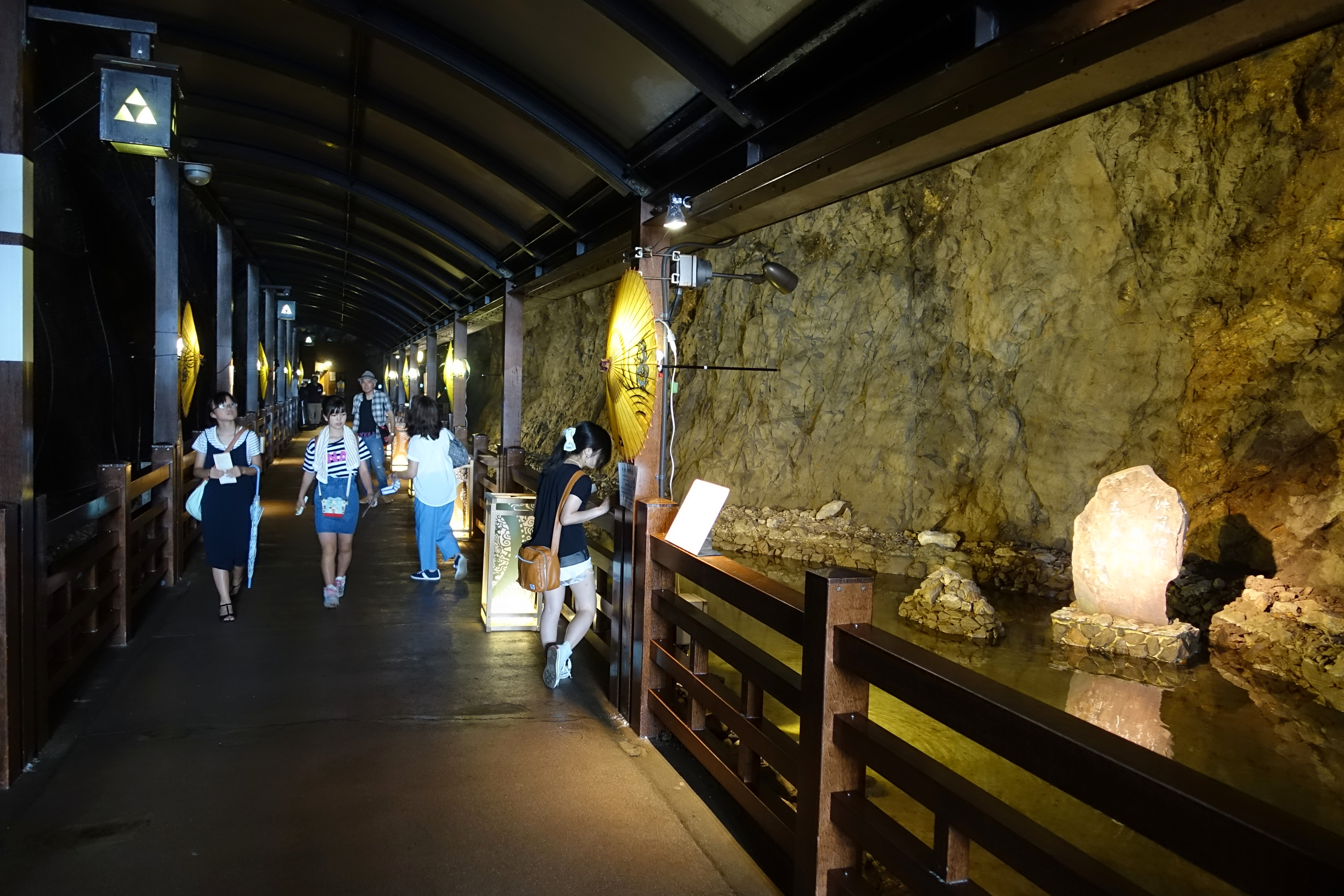

Enoshima (江の島?) es una pequeña isla, de unos 4 km de perímetro, en la desembocadura del río Katase en la bahía de Sagami, en Japón. Administrativamente, Enoshima es parte de la ciudad continental de Fujisawa, y está unida a la sección Katase de esa ciudad por un puente de 389 metros de largo (1.276 pies). Hogar de algunas de las playas de arena más cercanas a Tokio y Yokohama, la isla y la costa adyacente son el centro de una zona turística local.

## Historia
Benzaiten, la diosa de la música y el entretenimiento, tiene un santuario en la isla. La isla en su totalidad está dedicada a la diosa, de quien se dice que surgió del fondo del mar en el siglo VI. En la isla tiene lugar la historia narrada Enoshima Engi, una historia de santuarios en Enoshima escrita por el monje budista japonés Kōkei en el año 1047 d. C.
En 1880, después de la aplicación de la orden de separación del sintoísmo y el budismo por el gobierno Meiji, pusiera a disposición la tierra, gran parte de las tierras altas fueron compradas por Samuel Cocking, un comerciante británico, en nombre de su esposa japonesa. Desarrolló una planta de energía y extensos jardines botánicos, incluido un invernadero muy grande. Aunque el invernadero original fue destruido en el Gran Terremoto de Kantō de 1923, el Jardín de Plantas Tropicales de Enoshima (ahora el Jardín Samuel Cocking) sigue siendo una atracción con más de medio millón de visitantes al año.
Época contemporánea
Enoshima es ahora el centro de Shōnan, una zona turística a lo largo de la costa de la bahía de Sagami.

## Gastronomía
Varias formas de galletas de arroz, incluidas las de pulpo ("Maruyaki Tako Senbei") y camarones.

## Transporte
Tres estaciones de tres líneas diferentes llevan hasta las cercanías de Enoshima:
- Estación Katase-Enoshima de la Línea Odakyū Enoshima.
- Estación Enoshima del Enoden.
- Estación Shōnan-Enoshima del Monorraíl Shōnan.

## Sitios de interés
- Vela de mar de Enoshima: ubicada dentro del jardín Samuel Cocking y construido en 2003.[1]

- Santuario de Enoshima[3]
- Cuevas de Iwaya: se formaron por la erosión de las olas en la antigüedad. También ha sido un lugar de entrenamiento para los monjes budistas.
- Lover's Hill/Bell of Ryuren - Un lugar romántico donde los amantes publican mensajes con candados, una mini-versión de los candados de amor en París.
- Samuel Cocking Garden: ubicado en la cima de la isla.